# Revanche des cendres
 (mai 2017).
Si vous disposez d'ouvrages ou d'articles de référence ou si vous connaissez des sites web de qualité traitant du thème abordé ici, merci de compléter l'article en donnant les références utiles à sa vérifiabilité et en les liant à la section « Notes et références ».
Revanche des cendres est le huitième tome de la série de bande dessinée Murena, dont le scénario a été écrit par Jean Dufaux et les dessins réalisés par Philippe Delaby.

## Synopsis
Cet album met en scène l'incendie qui a ravagé Rome sous Néron. L'empereur a rêvé cette destruction et Lucius Murena provoque l'incendie qui se propage dans la ville. Les habitants cherchent à fuir les flammes. Murena s'interroge sur la réparation de son acte.

## Personnages
Par ordre d'apparition :
- Néron, fils de Gnaeus Domitius Ahenobarbus et d'Agrippine, adopté par l'empereur Claude. De naissance, il se nomme Lucius Domitius Ahenobarbus, mais il est devenu Tiberius Claudio Nero.
- Lucius Murena, héros éponyme de la série. Patricien ami de Pétrone, les intrigues de cour le frappent de plein fouet.
- Marcus Atticus, préfet des vigiles de Rome, qui alerte Néron sur les dangers d'incendie et tente de contenir la catastrophe.
- Ruffalo, centurion de la garde prétorienne. Sa fille Claudia est aux mains d'un patricien puissant, Endymion, ce qui lui inspire de grandes inquiétudes.
- Tigellin (Sofonius Tigellinus), qui aide Néron participe aux intrigues du pouvoir. Avec l'aide du Besogneux, il organise un complot pour livrer les chrétiens à la colère de la foule après l'incendie.
- Pollius, pugiliste renommé, accompagné de son fils Androclès. Pour sauver son fils, il affronte un lion à mains nues tandis que l'incendie et la panique font rage.
- Alvinia, suivante de la vestale Rubria, qui s'est suicidée après avoir été violée par Néron et Massam. Alvinia, témoin du viol, avertit Lucius Murena et maudit les coupables.
- Endymion (Marcus Syllius Endymio), puissant patricien, décédé dans l'incendie qui ravage sa maison.
- L'apôtre Pierre, venu à Rome diffuser le christianisme, et qui croisera plusieurs fois la route de Murena et Néron.
- Claudia, fille de Ruffalo, sauvée par Pierre et retrouvée par son père avec l'aide de Lucius Murena.
- Le Besogneux, personnage hideux et avide qui partage ses profits avec Tigellin. Il s'adonne à la spéculation immobilière auprès des familles sinistrées après l'incendie.
- Poppée, femme d'une grande beauté et issue d'une famille puissante. Ambitieuse, elle devient l'amante de Néron et porte son enfant, Claudia Augusta - qui décède en bas âge. Elle s'intéresse aux coutumes des juifs et les reçoit régulièrement ; elle avertit ses proches du complot monté par Néron et Tigellin pour livrer des boucs émissaires à la foule en colère.
- Massam, gladiateur. Doté d'un tempérament féroce et impitoyable, il conçoit une haine tenace contre Balba. Il devient champion pour Néron et entre aussi au service de Poppée.
- Balba, gladiateur nubien, d'abord sauvé par Britannicus puis protégé par Lucius Murena, qui l'affranchit. Il fait preuve d'une loyauté profonde envers ses deux protecteurs, tout en critiquant les romains.

## Place de cet album
Cet épisode est le dernier du Cycle de l'Épouse.

## Réception
- 2011 : Prix Château de Cheverny de la bande dessinée historique